# Apoldu de Jos
Apoldu de Jos (en hongrois : Kisapold, en allemand : Kleinpold) est une commune du județ de Sibiu en Roumanie.